# Progomphus lambertoi
Progomphus lambertoi – gatunek ważki z rodziny gadziogłówkowatych (Gomphidae).